# DJ Neba
Nenad Živić (Požarevac, 5. februar 1984), poznatiji kao DJ Neba, srpski je kompozitor, muzički producent i DJ, poznat po angažmanu u rijaliti programu Zadruga i uspešnim saradnjama sa popularnim izvođačima poput Raste, Adila, Dare Bubamare, Gazda Paje i drugih. Organizator je i učesnik tradicionalnog festivala za učenike osnovnih i srednjih škola pod nazivom „Veliki školski odmor“

## Biografija
Rođen je 5. februara 1984. godine u Požarevcu. Odmalena je pokazivao interesovanje za muziku a prvi put se našao u ulozi di-džeja na proslavi punoletstva svoje sestre, nakon čega je dobio motivaciju da počne profesionalno da se bavi muzikom. Karijeru je započeo 2000. godine nastupima u Požarevcu, a kroz par godina postao je tražen u svim zapaženijim diskotekama u Požarevcu i okolini. Prvo značajnije pojavljivanje u javnosti ostvario je 2006. godine kao plesač na nastupu Ane Nikolić na Beoviziji. 
Dve godine kasnije objavio je instrumental na gitari pod nazivom „Minimal Guitar“, a potom i haus numeru „Ego Maniac“ za album „Balkan’s volume“, koji je bio zajedničko delo mnoštva muzičara početnika. Potom je snimio i „Bugler“ za digitalnu diskografsku kuću „Balkan Connection“.
Nakon tri godine, snima numeru „Iliya“, koju objavljuje „The Groove Society“, digitalna diskografska kuća bazirana u Dubaiju, koja podržava mlade muzičare u domenu haus, progresivne i trans muzike. Iste godine ostvaruje i saradnju sa Markom Prodanovićem (Dee Marcus), kompozitorom i producentom iz Požarevca, i snimaju „Robin Needs To Fly“, numeru koju objavljuje „Happy Days Records“. Godine 2017, ostvaruje prvi veći uspeh na domaćoj sceni saradnjom sa Marijom Stević na pesmi „Milioni“. Proboj na balkansku scenu nastavlja 2019. saradnjom sa grupom „Ludi Srbi“ na pesmi „Hoću s tobom da đuskam“. U tom periodu primećen je od strane srpskog voditelja Ognjena Amidžića, koji mu je pružio podršku i medijski prostor za spot i pesmu „Done with you“ sa Di Markusom (Dee Marcus). Ubrzo potom snima još  dve pesme sa spotom – „Pun tanjir“ u saradnji sa Djeksonom (Djexon) i Filipom Đukićem i „Gori“ sa Marerom.  Singl TAMAN objavljuje u Junu 2024. godine u kolaboraciji sa pevačicom ( Vanja Mijatović )Вања Мијатовић. Singl izdaje za izdavačku lući AS Tone Records Ace Sofronijevića jednog od najpoznatijeg Srpskog harmonikaša. 
Kao di-džej se posebno istakao 2017. godine hitom na engleskom jeziku u saradnji sa kompozitorom i producentom Markom Prodanovićem, poznatim pod pseudonimom Dee Marcus (Di Markus), koji je dobio podršku srpskog voditelja Ognjena Amidžića. Njegov potencijal prepoznala je Pink TV i od 2020 god. nastupa kao di-džej u rijaliti programu Zadruga, a iste godine je nastupao i u rijaliti-šou Parovi. Godine 2022. sa Pandom i Di Markusom snima „Gram po gram“. 
Pored autorskih pesama, snimio je i mnoštvo remikseva, od kojih su najzapaženije bile obrade hitova „Kavali“, „Matra“ i „Kavasaki“, srpskog muzičara Raste, kao i obrade pesama „Balada disidenta“ i „Alal vera“ hip hop sastava Beogradski sindikat.
Godine 2020. nastupao je kao di-džej u rijaliti šou Parovi od tada je počeo redovno da nastupa i u rijaliti-šou Zadruga, u kome je zapažen od strane širokih narodnih masa i postao prepoznatljiv po atmosferi na nastupima.

## Diskografija

### Singlovi
| Naslov                    |      |
| Minimal Guitar            | 2008 |
| Ego Maniac                | 2008 |
| Bugler                    | 2010 |
| Iliya                     | 2013 |
| Robin Needs to Fly        | 2013 |
| Milioni                   | 2017 |
| Hoću s tobom da đuskam    | 2019 |
| Done With you             | 2019 |
| Pun tanjir                | 2019 |
| Gori                      | 2020 |
| Gram po gram              | 2022 |
| Pusti to                  | 2023 |
| Adrenalin                 | 2023 |
| Domina                    | 2024 |
| Taman ft. Vanja Mijatović | 2024 |
| Zelim Te                  | 2025 |
| San                       | 2025 |
| Take It Higher            | 2025 |

### Remiksi
| Naziv                                                  | Godina izdanja | Originalni izvođač  | Izdavač |
| Balada Disidenta (Dj Neba, Dee Marcus Remix)           | 2012           | Beogradski Sindikat | DJ Neba |
| Alal Vera (DJ Neba, Dee Marcus, Mike Ride, Phill Park) | 2013           | Beogradski Sindikat | DJ Neba |
| Kavasaki (Marko i Neba Remix)                          | 2014           | Rasta               | DJ Neba |
| Kavali (Dj Neba i Kizami Remix)                        | 2015           | Rasta               | DJ Neba |
| Sex (Kizami i DJ Neba Remix)                           | 2015           | 187                 | DJ Neba |
| Biću tu (Kizami i DJ Neba Official Remix)              | 2015           | Gru & Gazda Paja    | DJ Neba |
| Kako posle mene (DJ Neba, Dee Marcus Remix)            | 2016           | Nikolija            | DJ Neba |
| Mantra (DJ Neba, Dee Marcus Remix)                     | 2020           | Rasta               | DJ Neba |
| Antidot (DJ Neba Official Remix)                       | 2020           | Gasttozz            | DJ Neba |
| Košta me (DJ Neba Official Remix)                      | 2021           | Vanja Mijatović     | DJ Neba |
| Panama (DJ Neba Official Remix)                        | 2022           | Ivan Mileusnić      | DJ Neba |
| Pečat na usnama (DJ Neba Remix)                        | 2025           | Dragana Mirković    | DJ Neba |

## Spoljašnje veze
- DJ Neba на веб-сајту
- DJ Neba на веб-сајту
- DJ Neba на веб-сајту
- DJ Neba на веб-сајту
- DJ Neba на веб-сајту